# Франко-маврикийцы
Маврикийцы французского происхождения (фр. Mauriciens français) — маврикийцы, чьи предки прибыли на остров из Франции во время французского колониального владычества над Маврикием. Членов такой этнической группы обычно называют франко-маврикийцами (фр. Franco-Mauriciens).

## Происхождение
Первые французские поселенцы прибыли на Маврикий (позже Иль-де-Франс) в 1722 году, после того как предыдущие попытки колонизации острова голландцами потерпели неудачу, и остров снова стал необитаем. Они господствовали на острове, управляя им до британского вторжения в 1810 году. Условия французской капитуляции позволили поселенцам жить в качестве отдельной франкоязычной этнической группы в течение следующих 158 лет под Британским правлением до обретения Маврикием независимости. К 1920 году численность франко-маврикийцев на острове составляла от 70 000 до 80 000 человек из 375 000 жителей, что составляет около 20 % от общей численности населения.
Не все франко-маврикийцы имеют чистую французскую родословную, многие из них также имеют британских или других европейских предков, которые поселялись на Маврикии и вступали в франко-маврикийскую общину или посредством браков с креолами (цветные). Сейчас на острове проживает приблизительно 15 000-20 000 франко-маврикийцев. Французская генеалогическая линия также встречается в сообществе gens de couleur (цветных), у многих из которых преобладают французские предки — ещё 30 000 человек со значительным количеством французов-предков. В сообществе афро-креолов у большого числа людей есть некоторые французские предки со времен рабства.

## Демографические факторы
Франко-маврикийцы составляют 2 % населения Маврикия и владеют многими крупнейшими предприятиями и компаниями в стране.
Большинство франко-маврикийцев являются католиками.

## Галерея

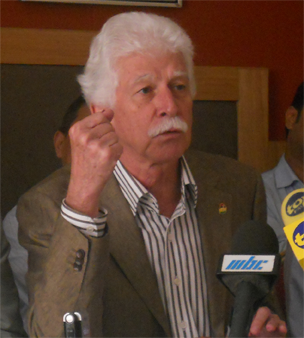
Поль Раймон Беранже
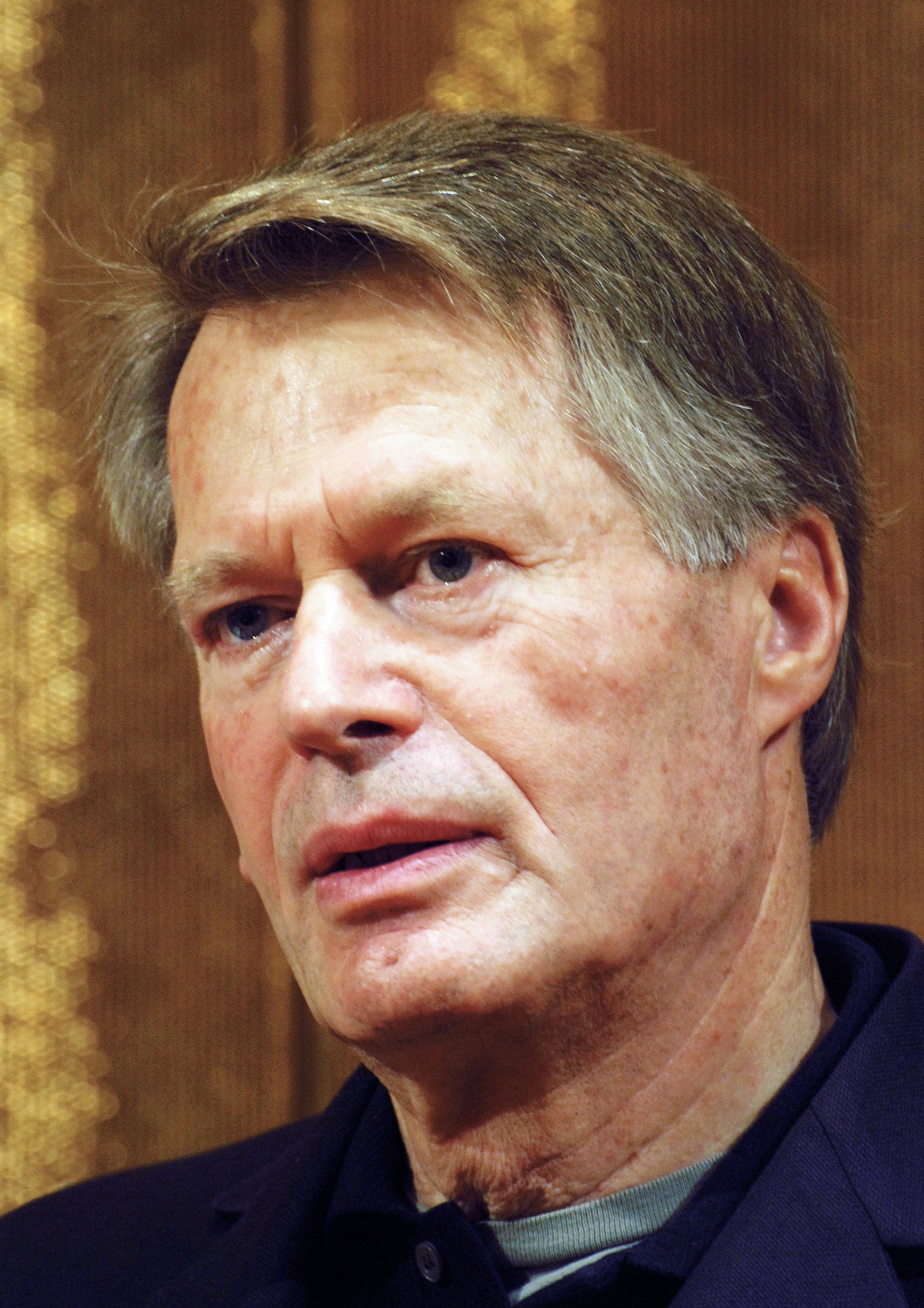
Жан-Мари Гюстав Ле Клезио